# 第二代曼斯菲尔德伯爵大卫·默里
大卫·默里，第二代曼斯菲尔德伯爵，第七代斯托蒙特子爵（英語：David Murray, 2nd Earl of Mansfield, 7th Viscount of Stormont，1727年10月9日—1796年9月1日），英国的政治家，继承了曼斯菲尔德家族和斯托蒙特家族的头衔和财富。曾担任驻波兰、奥地利、法国公使，英国枢密院枢密院议长。